# Ebethof
Ebethof ist ein Gemeindeteil der Gemeinde Schnelldorf im Landkreis Ansbach (Mittelfranken, Bayern). Ebethof liegt in der Gemarkung Gailroth.

## Geographie
Westlich der Einöde befindet sich die Schnelldorfer Hardt, die Teil der Frankenhöhe ist. Ein Anliegerweg führt zu einer Gemeindeverbindungsstraße (0,1 km nordwestlich), die zur Staatsstraße 2222 (0,6 km südwestlich) bzw. zu einer Gemeindeverbindungsstraße (0,7 km nördlich) verläuft, die nach Theuerbronn (0,5 km östlich) bzw. nach Gailroth zur St 2222 führt (1,1 km westlich).

## Geschichte
Mit dem Gemeindeedikt (frühes 19. Jahrhundert) wurde Ebethof dem Steuerdistrikt Wettringen und der Ruralgemeinde Gailroth zugeordnet. Im Zuge der Gebietsreform in Bayern wurde Ebethof am 1. Juli 1972 nach Schnelldorf eingemeindet.

## Einwohnerentwicklung
| Jahr      | 001818 | 001840 | 001861 | 001871 | 001885 | 001900 | 001925 | 001950 | 001961 | 001970 | 001987 |
| Einwohner |        | 9      | 12     | 11     | 10     | 6      | 4      | 7      | 4      | 7      | 7      |
| Häuser    | 1      | 1      |        |        | 1      | 1      | 1      | 1      | 1      |        | 1      |
| Quelle    | [ 7 ]  | [ 8 ]  | [ 9 ]  | [ 10 ] | [ 11 ] | [ 12 ] | [ 13 ] | [ 14 ] | [ 15 ] | [ 16 ] | [ 1 ]  |

## Religion
Der Ort ist seit der Reformation evangelisch-lutherisch geprägt und bis heute nach St. Peter und Paul (Wettringen) gepfarrt. Die Einwohner römisch-katholischer Konfession sind nach Kreuzerhöhung (Schillingsfürst) gepfarrt.